# Santa Jenny dos Quatros Caminhos
Santa Jenny dos Quatros Caminhos é uma aldeia de São Tomé e Príncipe, localiza-se no Distrito de Lembá, ilha de São Tomé, próxima às localidades de Santa Clotilde, Monte Carmo, São José, Paga Fogo e Santa Jenny.